# Chvojnica (okres Myjava)
Chvojnica (maďarsky Fenyvesd) je obec na západě Slovenska v okrese Myjava. Žije v ní 346 obyvatel. Obec oficiálně vznikla roku 1957 sloučením několika částí kopanic patřících k Vrbovci, Sobotišti a Častkovu.
Koryto potoka Chvojnica je chráněno jako stejnojmenná přírodní památka. V katastrálním území obce leží také přírodní památky Žalostiná a Šifflovské.